# Darcy José dos Santos Mariante
Darcy José dos Santos Mariante (Caxias do Sul, 26 de novembro de 1928 - Porto Alegre, 8 de abril de 1966) foi um capitão da Brigada Militar do Rio Grande do Sul, membro do PTB e do Grupo dos Onze durante o período da ditadura militar brasileira. Em janeiro de 1965, foi preso e levado ao 1º Batalhão da Polícia Militar de Porto Alegre, onde foi torturado durante trinta dias, aproximadamente. Em 8 de abril de 1966, se suicidou na frente da família devido aos abalos psicológicos sofridos durante o período de encarceramento. Seu caso foi um dos analisados pela Comissão Especial sobre Mortos e Desaparecidos Políticos (CEMDP) e pela Comissão Nacional da Verdade.

## Biografia
Darcy José dos Santos Mariante nasceu em 26 de novembro de 1928, na cidade de Caxias do Sul, Rio Grande do Sul. Seus pais eram Theotonio Mariante Filho e Maria Cândida dos Santos Mariante. Casou-se com Ires Melo Mariante, com quem teve dois filhos.
Foi capitão da Brigada Militar do Rio Grande do Sul. No começo da década de 60, passou a  militar no Partido Trabalhista Brasileiro (PTB) e, em seguida, se juntou ao Grupo dos Onze, uma organização criada em 1963 por Leonel Brizola, a qual tinha o objetivo de defender a implementação das reformas de base propostas por João Goulart.
Em janeiro de 1965, Darcy foi condenado pelo artigo 7 do Ato Institucional Número 1 sob a acusação de compactuar com ideias contraditórias ao regime da época. Foi afastado de seu cargo profissional e levado ao 1º Batalhão da Polícia Militar do Rio Grande do Sul, onde permaneceu preso e sofreu inúmeras torturas até fevereiro do mesmo ano.
Devido à perseguição política e também a toda humilhação sofrida no período em que esteve preso e foi severamente torturado, Darcy desenvolveu graves problemas psicológicos. Aos 37 anos de idade, foi tomado por uma profunda depressão e, em 08 de abril de 1966, com um tiro no peito, cometeu suicídio na frente de sua família.
Hoje, seu nome consta no Dossiê Ditadura: Mortos e Desaparecidos Políticos no Brasil (1964-1985), o qual é organizado pela Comissão de Familiares de Mortos e Desaparecidos Políticos. A Comissão de Anistia reconheceu Darcy José como anistiado post mortem (pós morte) em 2 de junho de 2009.
Seu corpo foi sepultado no Cemitério da Irmandade São Miguel e Almas, em Porto Alegre, no Rio Grande do Sul.

## Morte e investigações do caso pela CEMDP
A versão oficial da morte de Darcy está registrada como "suicídio dentro de residência, em prédio administrado pela Brigada Militar, com arma de fogo". O legista do caso, Jacob Maestri Filho, afirmou que a causa mortis (causa da morte) de  Darcy foi "parada cardíaca pós-operatória, hemotórax agudo, ferimento por projétil de fogo".
O processo para responsabilizar o estado pela morte de Darcy José foi analisado pela Comissão Especial sobre Mortos e Desaparecidos Políticos. De acordo com o pedido, “responder a inquérito e ser processado, por insubordinação, motim, revolta com arma, concentração para prática de crime, desobediência, indisciplina, e aliciamento de militares, entre outros crimes, representou para Darcy José uma grande coação psicológica e o desmoronar de um perfil e de uma família”.
Oswaldo Pereira Gomes foi o relator do primeiro requerimento apresentado à CEMDP para o reconhecimento da morte de Darcy José (número 356/96). Ele concluiu que não existiam provas suficientes para relacionar o suicídio de Darcy às opressões políticas sofridas pelo capitão. Portanto, solicitou o indeferimento do pedido, o qual foi negado por unanimidade  da primeira vez. Foi registrado pelos autos que Darcy José dos Santos Mariante havia sido devidamente punido e afastado de seu cargo por permitir a discussão interna de assuntos políticos.
Durante o segundo processo (número 150/04), o relator Belisário dos Santos Júnior alegou que não havia dúvidas quanto ao caráter político das “punições” sofridas por Darcy. O coronel Itaboraí Pedro Barcellos, ex-companheiro de Brigada Militar de Darcy, foi testemunha do caso. Ele comprovou a afinidade do capitão com a ideologia trabalhista e também afirmou que o fato de ter perdido o cargo foi fundamental para o suicídio do antigo colega. Uma outra testemunha do caso foi  Maildes Alves de Mello, outro companheiro do antigo trabalho de Darcy. Ele informou que, em 1954, tanto ele quanto Darcy apoiaram a candidatura de Alberto Pasqualini ao governo do estado. Por isso, ambos passaram a ser observados pelas autoridades representantes do movimento militar iniciado em 1964. Segundo Mello, “Diante da pressão política irresistível e envergonhado perante os colegas, suicidou-se”.
A partir do depoimento das testemunhas, o segundo relator votou pelo reconhecimento de que a morte de Darcy José dos Santos Mariante foi causada pelos traumas sofridos durante o seu período de encarceramento. Assim, em 08 de dezembro de 2005, seu caso foi deferido por unanimidade.

### Considerações da Comissão Nacional da Verdade
A Comissão Nacional da Verdade também concluiu que a morte de Darcy José dos Santos Mariante decorreu das situações extremas às quais o capitão foi subjugado durante o período em que esteve preso e também da perseguição política sofrida por agentes do Estado brasileiro. A recomendação da CNV é a de retificação de sua certidão de óbito e também a continuidade das investigações sobre o caso, para que assim os agentes responsáveis sejam responsabilizados.